# John Hutton
För andra betydelser, se John Hutton (olika betydelser).
John Matthew Patrick Hutton, Baron Hutton of Furness, född 6 maj 1955 i London, är en brittisk Labourpolitiker. Han var parlamentsledamot för valkretsen Barrow and Furness från valet 1992 till valet 2010. 
Han invaldes i Kronrådet 2001 och fick efter valet 2005 posten som kansler för hertigdömet Lancaster (en ministerpost utan portfölj). Därefter var han arbets- och pensionsminister mellan november 2005 och juni 2007, och näringsminister (Secretary of State for Business, Enterprise and Regulatory Reform) från juni 2007 till oktober 2008. I oktober 2008 blev han försvarsminister, en post som han lämnade i juni 2009.
Han adlades 2010 under namnet Lord Hutton of Furness.